# Polo en los Juegos Olímpicos
El polo antiguamente fue un deporte olímpico. Se disputaron competencias de polo durante cinco ediciones de los Juegos Olímpicos, siendo la primera edición en los Juegos Olímpicos de París 1900 y la última en los Juegos Olímpicos de Berlín 1936. Durante las cinco ediciones solo se realizaron competencias masculinas.
El Reino Unido fue el conjunto con más participaciones y con más medallas. Por su parte la Selección de polo de Argentina jugó solo dos ediciones y en las dos obtuvo la medalla de oro, siendo el último campeón olímpico y con una gran diferencia contra sus rivales, ganando en la última final olímpica 11 goles a 0 a Reino Unido.
Después de los juegos de 1936 no se ha vuelto a jugar polo en los Juegos Olímpicos. En 1982 se crea la Federación Internacional de Polo (FIP) y se pone como objetivo que el polo vuelva a ser considerado un deporte olímpico. Para que lo anterior ocurra la FIP ha respetado los requisitos, como la organización de un campeonato mundial de la especialidad, sin embargo el Comité Olímpico Internacional ya confirmó la exclusión del polo por lo menos hasta los Juegos Olímpicos de Tokio 2020.

## Eventos
| Evento    | 96 | 00 | 04 | 08 | 12 | 20 | 24 | 28 | 32 | 36 | 48 | 52 | 56 | 60 | 64 | 68 | 72 | 76 | 80 | 84 | 88 | 92 | 96 | 00 | 04 | 08 | 12 | 16 | 20 | Años |
| --------- | -- | -- | -- | -- | -- | -- | -- | -- | -- | -- | -- | -- | -- | -- | -- | -- | -- | -- | -- | -- | -- | -- | -- | -- | -- | -- | -- | -- | -- | ---- |
| Masculino |    | X  |    | X  |    | X  | X  |    |    | X  |    |    |    |    |    |    |    |    |    |    |    |    |    |    |    |    |    |    |    | 5    |
| Eventos   | -  | 1  | -  | 1  | -  | 1  | 1  | -  | -  | 1  | -  | -  | -  | -  | -  | -  | -  | -  | -  | -  | -  | -  | -  | -  | -  | -  | -  | -  | -  | 1    |
| Año       | 96 | 00 | 04 | 08 | 12 | 20 | 24 | 28 | 32 | 36 | 48 | 52 | 56 | 60 | 64 | 68 | 72 | 76 | 80 | 84 | 88 | 92 | 96 | 00 | 04 | 08 | 12 | 16 | 20 | 5    |

## Resultados
| Año          | Sede                 |                          | Medalla de oro | Final Resultado                   | Medalla de plata                                 |         | Medalla de bronce | Resultado | Cuarto lugar |
| 1900 Detalle | París, Francia       | Equipo Mixto (RU y USA)  | 3:1            | Equipo Mixto (RU y USA)           | Mixto (RU y Francia) Equipo Mixto (México y USA) | —       | —                 |           |              |
| 1908 Detalle | Londres, Reino Unido | Reino Unido (Roehampton) | liga           | RU (Hurlingham Club) RU (Irlanda) | No hubo                                          | No hubo | No hubo           |           |              |
| 1920 Detalle | Amberes, Bélgica     | Reino Unido              | 13:11          | España                            | Estados Unidos                                   | 11:3    | Bélgica           |           |              |
| 1924 Detalle | París, Francia       | Argentina                | liga           | Estados Unidos                    | Reino Unido                                      | liga    | España            |           |              |
| 1936 Detalle | Berlín, Alemania     | Argentina                | 11:0           | Reino Unido                       | México                                           | 16:2    | Hungría           |           |              |

## Medallero
| Núm.  | País           | Oro | Plata | Bronce | Total |
| ----- | -------------- | --- | ----- | ------ | ----- |
| 1     | Reino Unido    | 2   | 3     | 1      | 6     |
| 2     | Argentina      | 2   | 0     | 0      | 2     |
| 3     | Equipo Mixto   | 1   | 1     | 2      | 4     |
| 4     | Estados Unidos | 0   | 1     | 1      | 2     |
| 5     | España         | 0   | 1     | 0      | 1     |
| 6     | México         | 0   | 0     | 1      | 1     |
| Total | Total          | 5   | 6     | 5      | 16    |

## Equipos por nación
| Evento               | 96 | 00 | 04 | 08 | 12 | 20 | 24 | 28 | 32 | 36 | 48 | 52 | 56 | 60 | 64 | 68 | 72 | 76 | 80 | 84 | 88 | 92 | 96 | 00 | 04 | 08 | 12 | 16 | 20 | Años |
| -------------------- | -- | -- | -- | -- | -- | -- | -- | -- | -- | -- | -- | -- | -- | -- | -- | -- | -- | -- | -- | -- | -- | -- | -- | -- | -- | -- | -- | -- | -- | ---- |
| Argentina (ARG)      |    | -  |    | -  |    | -  | 5  |    |    | 1  |    |    |    |    |    |    |    |    |    |    |    |    |    |    |    |    |    |    |    |      |
| Bélgica (BEL)        | -  | -  | 4  | -  | -  |    |    |    |    |    |    |    |    |    |    |    |    |    |    |    |    |    |    |    |    |    |    |    |    |      |
| Francia (FRA)        | 6  | -  | -  | 5  | -  |    |    |    |    |    |    |    |    |    |    |    |    |    |    |    |    |    |    |    |    |    |    |    |    |      |
| Reino Unido (GBR)    | 7  | 12 | 4  | 4  | 2  |    |    |    |    |    |    |    |    |    |    |    |    |    |    |    |    |    |    |    |    |    |    |    |    |      |
| Alemania (GER)       | -  | -  | -  | -  | 5  |    |    |    |    |    |    |    |    |    |    |    |    |    |    |    |    |    |    |    |    |    |    |    |    |      |
| Hungría (HUN)        | -  | -  | -  | -  | 4  |    |    |    |    |    |    |    |    |    |    |    |    |    |    |    |    |    |    |    |    |    |    |    |    |      |
| México (MEX)         | 4  | -  | -  | -  | 3  |    |    |    |    |    |    |    |    |    |    |    |    |    |    |    |    |    |    |    |    |    |    |    |    |      |
| España (ESP)         | -  | -  | 4  | 6  | -  |    |    |    |    |    |    |    |    |    |    |    |    |    |    |    |    |    |    |    |    |    |    |    |    |      |
| Estados Unidos (USA) | 3  | -  | 4  | 4  | -  |    |    |    |    |    |    |    |    |    |    |    |    |    |    |    |    |    |    |    |    |    |    |    |    |      |
| Naciones             | -  | 4  | -  | 1  | -  | 4  | 5  | -  | -  | 5  | -  | -  | -  | -  | -  | -  | -  | -  | -  | -  | -  | -  | -  | -  | -  | -  | -  | -  | -  |      |
| Año                  | 96 | 00 | 04 | 08 | 12 | 20 | 24 | 28 | 32 | 36 | 48 | 52 | 56 | 60 | 64 | 68 | 72 | 76 | 80 | 84 | 88 | 92 | 96 | 00 | 04 | 08 | 12 | 16 | 20 | 5    |